# Ведмедик на півночі
«Ведмедик на півночі» — кінофільм режисера Адама Ревеча та Сари Робертсон, що вийшов на екрани в 2007 році.

## Зміст
Це зворушлива історія двох друзів, білого ведмежати Нану і маленького моржа Сила. Ці два «гіганта Півночі» втрачають їх гарний, скутий льодом світ, і повинні боротися, щоб знайти способи вижити. Їхня історія — це історія непотоплюваної сімейної відданості, хоробрості, життя, повної відчайдушної боротьби за існування. Приголомшливо емоційне зображення небезпек, що підстерігають друзів і краси одного з найтаємничіших і повним страхів місць на нашій планеті. Білі ведмеді і моржі оточені прозорими плавучими крижинами, обережними чайками, витонченими нарвалами — «єдинорогами» Півночі — швидкими як тіні білими лисицями. Дитинча і щеня починають досліджувати їх заморожений світ, де вони виявляють неймовірну безліч дивовижних речей і подій.

## Ролі
| Актор            | Роль |
| ---------------- | ---- |
| Квін Латіфа      | -    |
| Катріна Агейт    | -    |
| Зейн Алі         | -    |
| Престон Бейлі    | -    |
| Квесі Боаке      | -    |
| Майкл Хуанг      | -    |
| Сьєрра Маркукс   | -    |
| Данте Пастула    | -    |
| Пейтон Пірсон    | -    |
| Ізабелла Пешардт | -    |

## Знімальна група
- Режисер — Адам Ревеч, Сара Робертсон
- Сценарист — Лінда Вулвертон, Моз Річардс, Крістін Ґор
- Продюсер — Адам Лейпциг, Кінен Смарт, Кеті Бауер
- Композитор — Джоби Телбот